# Lago di Alleghe
Il lago di Alleghe è un lago di sbarramento situato in provincia di Belluno, nella zona delle Dolomiti, e diviso tra i comuni di Alleghe (metà orientale) e Rocca Pietore (metà occidentale).

## Descrizione

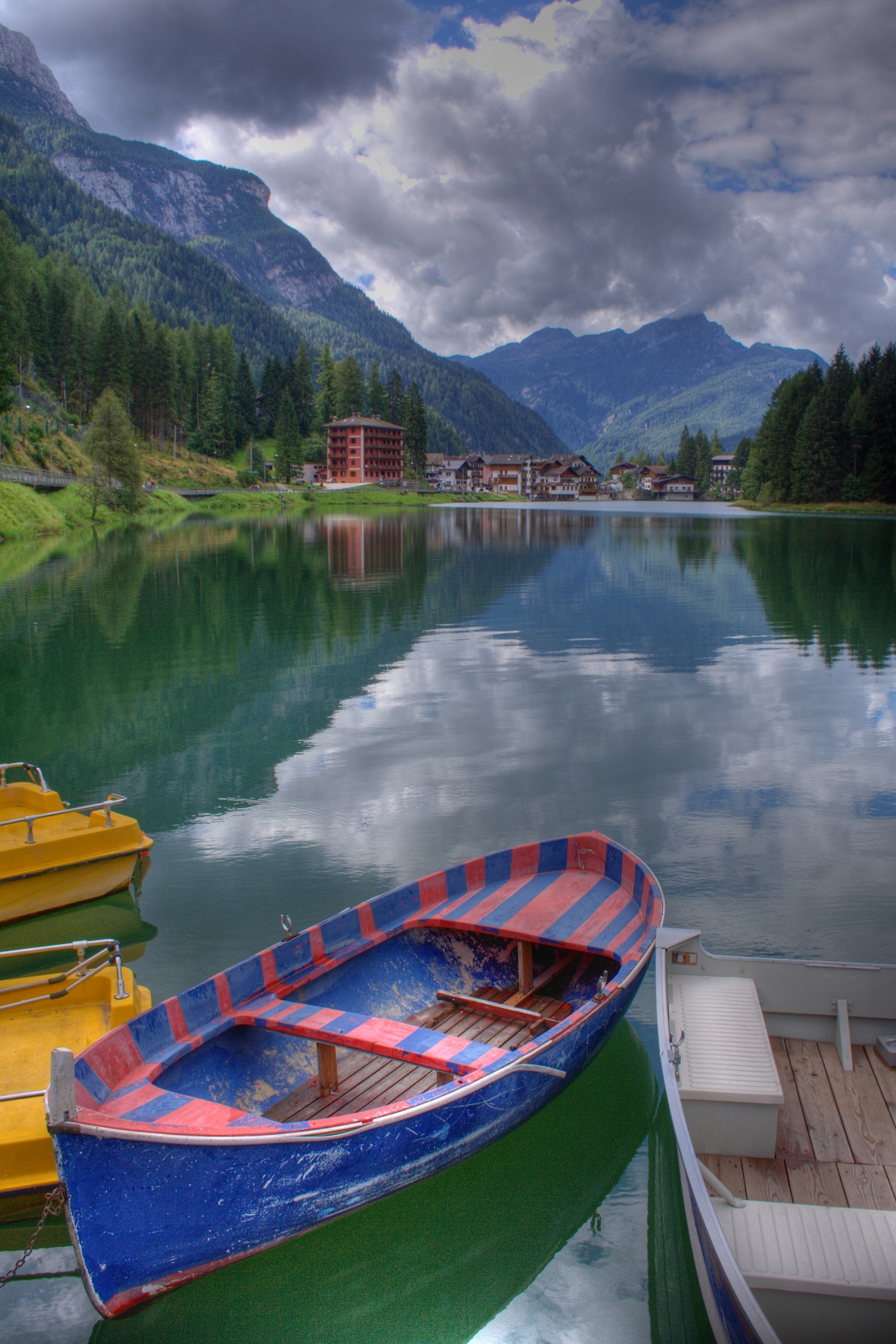
Il lago di Alleghe. Sullo sfondo l'abitato di Masaré.

Si è formato nel 1771 in seguito a una frana che ha ostruito il corso del torrente Cordevole , il quale ne rappresenta il principale immissario e l'unico emissario. Si contano oltre a questo numerosi tributari minori, dei quali si cita il torrente Zunaia.
I principali abitati affacciati al lago sono Alleghe stessa (verso la metà della sua riva sinistra) e Masaré (alla fine, su entrambe le rive).
È tuttavia grazie al lago se oggi Alleghe rappresenta una delle più rinomate località turistiche dolomitiche, grazie alla bellezza delle acque in cui si specchiano le pareti del monte Civetta.
Le sue acque sono anche utilizzate per far funzionare una centrale idroelettrica.

## Storia
Il lago si originò nella notte dell'11 gennaio 1771 quando dal Piz, modesta altura localizzata alla destra del Cordevole, si staccò una rovinosa frana che travolse il villaggio di Riete, seppellendo l'abitato di Marin e in parte Fusine e causando la morte di 49 persone. Il monte, come narrano le cronache, aveva già dato in passato cenni della sua instabilità con la caduta di sassi, ma nulla avrebbe fatto supporre un simile evento.
L'ostruzione della valle causata dai detriti della frana sbarrò la naturale via di deflusso delle acque del Cordevole con la conseguente formazione del lago. Le acque dell'invaso che si stava formando incominciarono ad allagare la campagna circostante e il villaggio di Peron, che giaceva nel fondo valle, fu presto sommerso; nelle settimane successive toccò analoga sorte ai villaggi di Soracordevole, Sommariva, Costa e Torre: 208 persone dovettero abbandonare ogni loro avere sotto le acque minacciose del lago e cercare, nella rigida stagione, un ricovero di fortuna.
Ci vollero due mesi perché il lago riuscisse a superare il macereto della frana e tracimare, anche se alla fine di gennaio era praticamente già formato. A nulla valsero ispezioni, progetti di ingegneri e tecnici che la Repubblica di Venezia inviò per porre rimedio e scongiurare la formazione del lago. La frana era troppo grande e vasta per riuscire a scavare un canale che ne facesse defluire le acque abbassandone almeno in parte il livello e in tal modo permettesse di recuperare alcune campagne e qualche villaggio.
Un progetto di massima, subito abbandonato per la sua impraticabilità, indicava che per realizzare lo scavo del canale si sarebbero dovuti impiegare duemila uomini per quattro mesi, uno sforzo troppo superiore ai mezzi dell'epoca.
Quando ormai la situazione sembrava stabilizzarsi una nuova sventura colpì il paese: il primo maggio dello stesso anno un residuo di "terra e sassi”, come riportano le testimonianze, si staccò dalla montagna precipitando nel lago. La violenza di questa nuova frana, probabilmente causata dalle piogge torrenziali che interessarono tutta la zona in quella primavera, anche se di minor entità rispetto alla prima, provocò un'onda che si abbatté sulla costa di Alleghe distruggendo la canonica, parte della chiesa ed alcune altre case risparmiate dalla formazione del lago. Fortunatamente le vittime furono solo tre: due serve del curato e un "fabbricator di barche" che era stato inviato dalla Serenissima per costruire imbarcazioni che avrebbero dovuto servire a ripristinare le comunicazioni interrotte dalle frane e dalle acque del lago.
Alla sua formazione il bacino aveva una lunghezza di quattro chilometri, maggiore di quella attuale, lambendo l'abitato di Caprile, e aveva una profondità di circa 55 metri.
La formazione del lago ebbe grande risonanza non solo tra le massime magistrature della Repubblica, che dopo un primo momento di sconcerto e di incredulità organizzarono un piano di aiuti alle popolazioni colpite, ma interessò anche gli ambienti accademici e venne accuratamente descritta da Antonio Stoppani in un capitolo del suo libro Il Bel Paese.